# 레치시아 스필레르
레치시아 스필레르(Letícia Spiller, 1973년 6월 19일 ~ )는 브라질의 배우이다.